# Bromato di sodio
Il bromato di sodio è il sale di sodio dell'acido bromico.
È un potente ossidante, e reagisce violentemente con materiali combustibili o riducenti, polveri metalliche e composti dello zolfo, con pericolo di incendio.
Può diventare sensibile agli urti se contaminato con sostanze organiche, metalli o carbonio.
Si decompone per forte riscaldamento emettendo fumi corrosivi e tossici di acido bromidrico.
In chimica analitica viene utilizzato nella bromatometria.